# Штутгартская высшая школа музыки и театра
Штутгартская высшая школа музыки и театра (нем. Hochschule für Musik und Darstellende Kunst Stuttgart) — высшее музыкальное и театральное учебное заведение Германии, расположенное в Штутгарте.
Основана в 1857 году как Штутгартская музыкальная школа, в 1865 году переименована в Штутгартскую консерваторию. С 1921 года — Вюртембергская высшая школа музыки, нынешнее название получила после Второй мировой войны. Основателями школы были Иммануэль Файст, Зигмунд Леберт, Вильгельм Шпайдель и Людвиг Штарк.

## Руководители
- 1857—1859 — Иммануэль Файст и Зигмунд Леберт
- 1859—1894 — Иммануэль Файст
- 1894—1907 — Самуэль де Ланге младший
- 1908—1924 — Макс фон Пауэр
- 1924—1929 — Вильгельм Кемпф
- 1929—1940 — Карл Вендлинг[нем.]
- 1940—1941 — Хуго Холле
- 1942—1945 — Герман Эрпф
- 1946—1952 — Герман Келлер
- 1952—1956 — Герман Эрпф
- 1956—1966 — Герман Ройтер
- 1966—1973 — Арно Эрфурт
- 1973—1982 — Вольфганг Гённенвайн
- 1982—1986 — Мартин Гюмбель
- 1987—1990 — Конрад Рихтер
- 1990—1997 — Рольф Хемпель
- 1997—2002 — Райнер Вехингер
- 2002—2012 — Вернер Хайнрихс
- с 2012 г. — Регула Рапп